# U.S. Highway 45
Der U.S. Highway 45 (kurz US 45) ist ein Nord-Süd-United-States-Highway. Der US 45 verläuft quer durch die ganzen Vereinigten Staaten, vom Oberen See zum Golf von Mexiko. Ein Schild am nördlichsten Punkt der Straße vermerkt die Gesamtentfernung als 1300 Meilen (2092 km).
Im Jahr 2004 war das nördliche Ende der Straße in Ontonagon, im Bundesstaat Michigan, wo er mit der MI 64 zusammentrifft, nur wenige Schritte von den Ufern des Oberen Sees entfernt. Der südlichste Punkt ist in Mobile, wo er mit U.S. Highway 98 zusammentrifft.
Bis zum Jahr 1934 befand sich das nördliche Ende von US 45 in der Metropolregion Chicago. Vor dem Bau des Interstate-Highway-Systems war die Fernstraße eine der wichtigsten Verbindungen zwischen Chicago und der Golfküste. Südlich von Effingham hatte die Straße weniger Verkehr, weil Reisende mit dem Ziel New Orleans nach Südwesten auf der Illinois State Route 37 in Richtung des US 51 nach Cairo abbogen.

## Wichtige Städte
- Mobile (Alabama)
- Meridian (Mississippi)
- Columbus (Mississippi)
- Tupelo (Mississippi)
- Selmer (Tennessee)
- Jackson (Tennessee)
- Mayfield (Kentucky)
- Paducah (Kentucky)
- Cairo (Illinois)
- Harrisburg (Illinois)
- Effingham (Illinois)
- Champaign (Illinois)
- Urbana (Illinois)
- Chicago (Illinois)
- Milwaukee (Wisconsin)
- West Bend (Wisconsin)
- Fond du Lac (Wisconsin)
- Oshkosh (Wisconsin)

## Verlauf

### Alabama
Der U.S. Highway 45 beginnt im Zentrum von Mobile am U.S. Highway 98 und trifft am Stadtrand von Mobile auf die Interstate 65. Anschließend verläuft er in nördlicher Richtung zusammen mit der nicht ausgeschilderten Alabama State Route 17 zwischen Mobile und Vinegar Bend im Washington County und danach bis zur Staatsgrenze zu Mississippi mit der nicht ausgeschilderten Alabama State Route 57.

### Mississippi
In Mississippi führt der Highway weiterhin in nördlicher Richtung und bildet eine Umgehung für verschiedene Orte wie zum Beispiel Waynesboro, Shubuta und Quitman. Um Meridian ist der U.S. Highway zum Freeway ausgebaut und trifft dort auf die Interstates 20 und 59 sowie auf die U.S. Highways 11 und 80. Bei Mayhew kreuzt er den U.S. Highway 82, der unter anderem die beiden Städte Columbus und Starkville verbindet. Ein Abschnitt des U.S. Highways 45 bei Tupelo ist auch als Freeway ausgebaut. In diesem Abschnitt trifft er auf die U.S. Highways 78 und 278. Die letzte größere Stadt in Mississippi ist Corinth, bei der er den U.S. Highway 72 passiert.

### Tennessee
Im Bundesstaat Tennessee verläuft der U.S. Highway 45 zusammen mit der nicht ausgeschilderten Tennessee State Route 5 von der Grenze zu Mississippi bis Union City und danach zusammen mit dem U.S. Highway 51, der nicht ausgeschilderte Tennessee State Route 3, bis zur Staatsgrenze zu Kentucky. Zwischen Fairview und South Fulton teilt sich der Highway in den U.S. Highway 45W, für den westlichen Teil, und U.S. Highway 45E, für den östlichen Teil. Der US 45E führt zusammen mit der nicht ausgeschilderten Tennessee State Route 43 auf der gesamten Strecke, bis auf kurze Abschnitte bei Martin und South Fulton.

### Kentucky
Die erste Stadt, auf die die Straße in Kentucky trifft, ist Fulton. Von dort führt sie in nordöstlicher Richtung parallel zum Purchase Parkway nach Mayfield. Ab Mayfield verläuft der U.S. Highway 45 als vierspurige Straße in Richtung Norden nach Paducah. In der Stadt trifft er auf die Interstate 24 sowie die U.S. Highways 60 und 62. Mit der Überquerung des Ohio Rivers im Norden von Paducah erreicht der Highway Illinois.

### Illinois
Im Bundesstaat Illinois verläuft der U.S. Highway 45 von der Brücke über den Ohio River in nördlicher Richtung über Effingham, Mattoon, Champaign-Urbana und Kankakee nach Chicago. Auf diesem Weg trifft er noch zweimal auf die Interstate 24, bei Mill Shoals auf die Interstate 64, bei Effingham auf die Interstates 70 sowie 57, im Norden von Champaign auf die Interstate 74 und bei Tinley Park auf die Interstate 80. Des Weiteren kreuzt der US 45 die U.S. Highways 50, 40, 36, 150, 136, 24, 52, 30 und 6.
Im Großraum von Chicago verläuft der Highway durch dichtbesiedelte Gebiete. Er trifft bei Justice auf die Interstates 55 und 294 sowie auf die U.S. Highways 12, 20 und 34. Nachdem der U.S. Highway 45 die Interstate 290 bei Hillside passiert hat, führt sie parallel zur I-294 östlich am O’Hare International Airport entlang und trifft dabei auf die Interstates 190 sowie 90. Im Zentrum von Des Plaines wird der US 45 vom U.S. Highway 14 gekreuzt. Im Norden des Großraums von Chicago passiert der Highway den Chicago Executive Airport, bevor sie ihn in nördlicher Richtung verlässt.
Im Osten von Antioch erreicht er nach 650 Kilometern die Grenze zu Wisconsin. Damit gilt der U.S. Highway 45 als die längste nummerierte Straße im Bundesstaat Illinois.

### Wisconsin
Mit dem Ort Bristol erreicht der Highway den ersten Ort in Wisconsin. Er verläuft ab der Grenze weiterhin in nördlicher Richtung und bis Milwaukee auch parallel zur Interstate 94. Er bildet im Westen der Stadt zunächst ein kurzes Stück mit der Interstate 43 und im Anschluss mit der Interstate 894 eine Ringautobahn. Ab einem erneuten Kreuz mit der I-94 führt sie selbständig als Freeway bis nach West Bend weiter. Sie trifft dabei auf die U.S. Highways 18 und 41. Mit dem US 41 nutzt sie die Trasse von der Stadtgrenze Milwaukees bis nach Richfield zusammen.

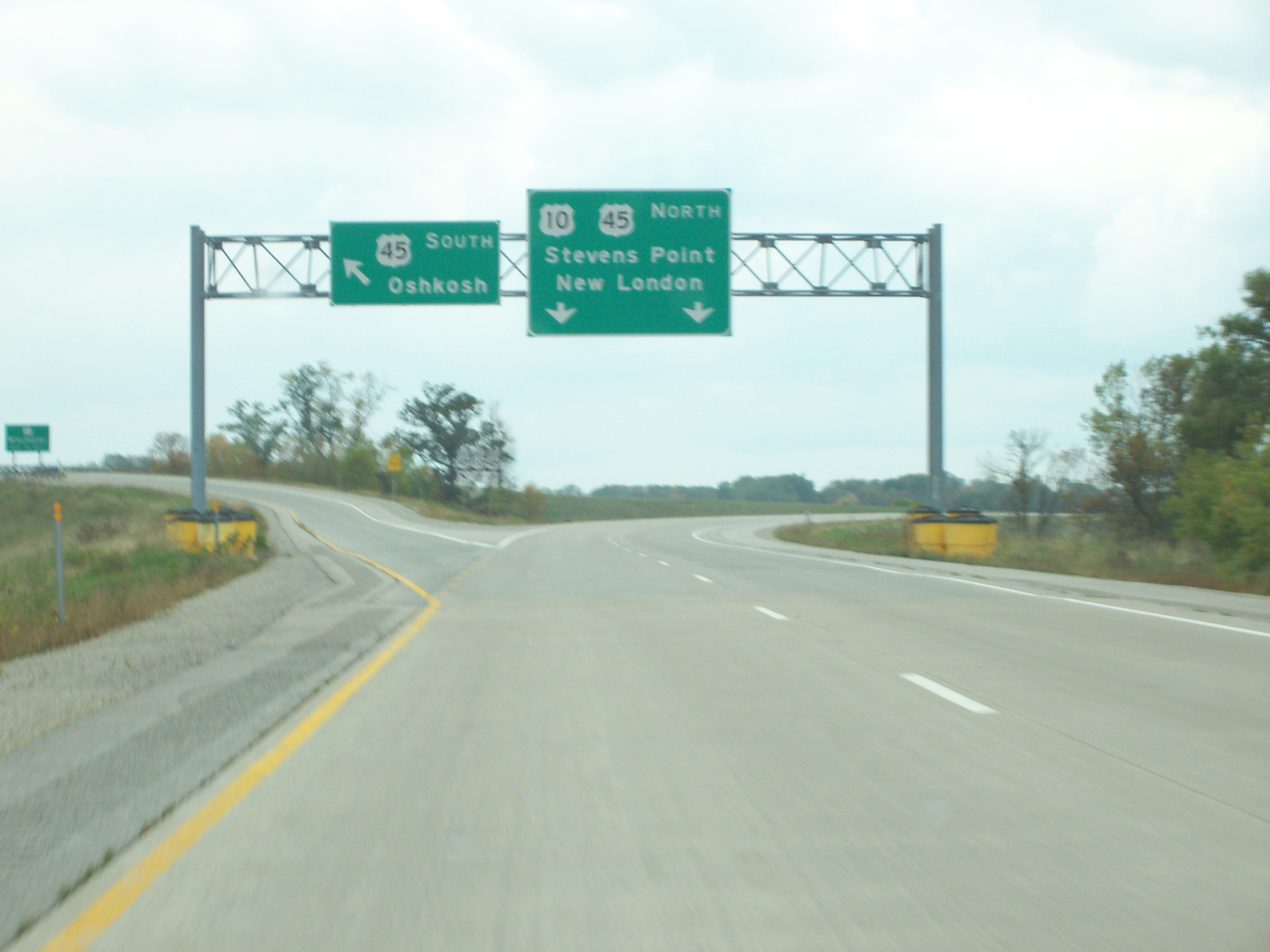
Kreuz mit dem U.S. Highway 10

In Fond du Lac kreuzt der U.S. Highway 45 den U.S. Highway 151 und verläuft danach bis Oshkosh am Westufer des Winnebagosee entlang und überquert im Anschluss erneut den US 41. Bei Winchester trifft er auf den U.S. Highway 10. Ab Clintonville führt der Highway in nordwestlicher Richtung nach Wittenberg. In der Ortschaft Monico überquert er zudem den U.S. Highway 8. Nach dem Ort Land O’ Lakes erreicht der Highway den Bundesstaat Michigan.

### Michigan
In Michigan verläuft der U.S. Highway 45 weiter in nördlicher Richtung in nur dünn besiedelten Land und trifft bei Watersmeet auf den U.S. Highway 2. In der Ortschaft Bruce Crossing wird der Highway von der Michigan State Route 28 gekreuzt. Südöstlich von Rockland zweigt die Michigan State Route 26 ab. Ab dieser Abzweigung führt der US 45 in nordwestlicher Richtung. Der U.S. Highway 45 endet an der Küste des Oberen Sees in der Innenstadt von Ontonagon kurz nach einem Kreuz mit den Michigan State Routes 38 und 64.

## Ausbaugeschichte
Abgesehen von einigen kurzen Abschnitten in der Nähe von Städten, blieb der U.S. Highway 45 fast durchgehend eine zweispurige Straße durch Alabama, Mississippi und Tennessee bis weit in die 1980er Jahre hinein.